# Palaeochersis talampayensis
Palaeochersis talampayensis es una especie de tortuga terrestre extinta, la única del género monotípico Palaeochersis, ubicado en la familia de los australoquélidos. Habitó durante el Triásico Superior en el centro-oeste del Cono Sur de Sudamérica.

## Taxonomía
Descripción original
Esta especie, y su género, fueron descritos originalmente en el año 1995 por los paleontólogos Guillermo Walter Rougier, Marcelo Saul de la Fuente y Andrea Beatriz Arcucci. La descripción se realizó contando con dos esqueletos, uno de ellos casi completo.
Holotipo
El ejemplar holotipo designado es el catalogado como: UPVLR 68; consiste en un esqueleto articulado, completo, excepto la parte central del caparazón. El otro ejemplar, catalogado como UPVLR 69, incluye el molde endocraneal, el pie derecho y fragmentos del caparazón y del plastrón. Ambos especímenes fueron depositados en la Universidad Nacional de La Rioja, ubicada en la ciudad homónima, de la Argentina.
Etimología
Etimológicamente, el término genérico Palaeochersis se construye del prefijo palaeo-, del latín palaeo-, del griego antiguo παλαιο- (palaio), forma combinatoria de παλαιός (palaiós) ‘antiguo’ y chersis, que significa ‘tortuga terrestre’. El epíteto específico talampayensis es un topónimo que refiere a la región que habitó este quelonio, el paisaje actualmente árido del parque nacional Talampaya.
Características generales
Esta tortuga es un miembro de la familia Australochelidae, la cual fue descrita para ubicar a Australochelys africanus, del Jurásico Inferior de Sudáfrica.
Decenas de especímenes de Palaeochersis talampayensis quedaron enterrados, posiblemente arrastrados por un aluvión de fango, en el paraje La Esquina, en el centro-oeste de la provincia argentina de La Rioja.
Esta tortuga es la más antigua de las exhumadas en América del Sur y una de las más antiguas del mundo. Era una tortuga sin dientes y, por la forma maciza de sus patas, se concluyó que se trataba de una tortuga terrestre, del mismo modo que lo eran otras tortugas muy antiguas, Proganochelys de Alemania y Chinlechelys de Norteamérica.
Procedencia estratigráfica y edad atribuida
El estrato portador de los restos de esta tortuga alberga un heterogéneo conjunto faunístico denominado fauna local de La Esquina, el cual constituye uno de los dos niveles fosilíferos (próximo al tope), de la Formación Los Colorados, representando el Noriense Superior.
En el año 2014 la Formación Los Colorados fue datada entre los 227 y 213 Ma, empleando el registro de zonas magnetoestratigráficas y cotejándolas con la escala temporal astrocronológica de Newark.
La Formación Los Colorados está incluida en el Grupo Agua de La Peña, cuyos sedimentos triásicos integran a su vez el depocentro de la cuenca Ischigualasto-Villa Unión.